# Sieti
Sieti è una frazione comunale di Giffoni Sei Casali di circa 852 abitanti, in provincia di Salerno. È ricompresa nel territorio del parco regionale dei Monti Picentini.

## Storia
L'origine del nome deriverebbe dal termine latino "segetum", riferito alle coltivazioni a terrazzamenti.

## Geografia fisica
L'abitato di Sieti è composto da due borgate pressoché contigue, Sieti Alto (440 m s.l.m.) e Sieti Basso (400 m s.l.m.), che componevano gli originali "Sei Casali" giffonesi ma che rappresentano oggi un'unica frazione. Sieti Basso è costituito prevalentemente da abitazioni moderne ed esercizi commerciali mentre la maggior parte delle strutture del borgo antico si trovano a Sieti Alto.
La frazione è raggiungibile con la strada provinciale 214 che, fra Prepezzano (a 3 km) e Capitignano (a 2,5 km), si diparte dalla strada provinciale Castiglione del Genovesi-Giffoni Valle Piana e termine a Sieti Alto a ridosso dei Monti Picentini. Collegata tramite sentiero alla zona del Monte Mai, fra i comuni di Calvanico e Fisciano, si trova in linea d'aria piuttosto vicina a Curti, frazione di Giffoni Valle Piana.

## Economia

### Turismo
Conosciuto come Sieti Paese Albergo, il paese ha vocazione turistica nel campo eno-gastronomico, agrituristico e naturalistico; grazie anche a interventi dei primi anni 2000 e ristrutturazioni mirate ad incentivarne la ricettività in questo campo, già favorita dal contesto ambientale in cui si trova l'abitato.

## Sport
Sieti, fino agli anni '90, ha posseduto una squadra di calcio, la Polisportiva Sieti, che ha militato in Seconda Categoria. Giocava le partite interne allo stadio comunale di Prepezzano.